# 趙若林
趙若林（1956年9月—），出生於北京市。現任中國電力工程有限公司董事長兼黨書記。

## 生平
在2003年委任當時旗下中国电工设备总公司管理層前，他在1989年委任黑龙江省电机工程学会第四届理事会聘请为热控专业委员会委员，黑龍江省研究所主任、黑龙江抚远县县长、研究所所长等职，1995年11月委任机械工业部评为高级工程师，2000年成为中国机械工程学会高级会员。2003年被黑龙江省科学技术奖励委员会聘请为黑龙江省科学技术奖励动力与电气行业评审组评审委员，2006年12月被中国电工技术学会评为教授级电气工程师。 
畢業於哈爾濱理工大學硕士研究生。

## 相關連結
- 赵若林：从做大到做强  打造国际一流工程公司 中國工業報
- 中国电工：六年质变 实至名归——访中国电力工程有限公司董事长兼总裁赵若林 中國能源報